# 쩐까오 (후 레 왕조)
쩐까오(베트남어: Trần Cảo / 陳暠 진고, ? ~ ?)는 대월 후 레 왕조의 농민봉기 지도자이다. 쩐까오(陳高)라고도 한다.

## 생애
쩐까오는 원래 후 레 왕조의 수당양진장(水棠養眞莊)의 순미감(純美監)이었다. 당시 왕조가 내부적으로 혼란하였고, 레 위목제와 레 양익제가 폭정을 펼쳤다. 쩐까오는 동쪽에 천자의 기운이 있다는 말을 듣고 즉시 반란할 음모를 꾸몄다.
1516년, 쩐까오는 쩐 태종의 현손이자 광숙황후(光淑皇后) 응오티응옥자오(吳氏玉瑤)의 외척이라고 자칭하면서 아들인 쩐꽁(陳㫒)과 함께 동조현(東潮縣) 경림사(瓊林寺)에서 거병하였고, 해양(海陽), 수당(水棠), 동조(東潮) 등의 현들을 점거하였다. 쩐까오는 치의(緇衣)를 입고 '제석강생(帝釋降生)'이라고 칭하였고, 연호를 티엔응이라고 하였다. 그의 부중(部衆)은 전부 머리를 깎고 대머리가 되었다.
쩐까오는 병사를 이끌고 선유(僊遊), 계양(桂陽), 가림(嘉林) 등지를 공격하였고, 병사가 보제진(菩提津)에 이르렀는데 강이 막고 있어서 건널 수 없었다. 양익제는 친정하여 쩐까오를 크게 격파하였고, 쩐까오는 악산(鄂山)으로 달아났다. 양익제는 정국공(定國公) 풍쩐(馮鎭), 연흥백(延興伯) 찐콩찌에우(鄭孔昭), 부록백(富祿伯) 찐응악(鄭萼)을 파견해 쩐까오를 토벌하게 했으나, 쩐까오는 이를 크게 패배시켰고 풍쩐과 찐콩찌에우는 전사하였으며 찐응악은 사로잡혔다. 쩐까오는 찐응악에게 항복을 권유하였으나 거절당하자 즉시 그를 죽였다. 양익제는 다시 안화후(安和侯) 응우옌호앙주를 보내 토벌하였으나 응우옌호앙주는 두려워하여 보제영(菩提營)에 주둔하였다.
쩐까오의 세력은 매우 강대해졌고, 양익제가 피살된 틈을 타 탕롱을 공격해 격파하였다. 쩐까오는 왕조의 중신인 레꽝도(黎廣度)를 집장조정(執掌朝政)에 임명하였다. 철산백(鐵山伯) 쩐쩐이 자렴현(慈廉縣)에서 거병하여 근왕하러 탕롱에 오자 쩐까오는 부장(部將) 판엇(潘乙)을 보내 그를 공격하게 하였다. 레 소종이 서도(西都)에서 각지의 관원들이 쩐까오를 토벌하라는 조서를 내리자 찐주이산이 천관(天關), 응천(應天)에서, 응우옌호앙주가 장안(長安), 위인(莅仁)에서 진격하였고, 정영(正營) 평부후(平富侯) 응우옌반르(阮文慮), 영흥후(永興侯) 찐뚜이도 수군과 보군을 거느리고 병진하여 탕롱을 공격하였다. 매우 격렬한 전투에서 쩐까오는 패배하여 천덕강(天德江)을 건너 량원(諒源)으로 달아났다.
후 레 왕조의 조정은 쩐까오 부자를 잡는데 상금을 내걸었는데, 쩐까오를 잡는다면 50명에게 상을 주고, 잡은 1명은 우도독(右都督), 종1품(從一品)에 봉하며 음습(蔭襲) 3대를 주고, 또한 다음으로 잡은 1명은 도지휘사동지(都指揮使同知), 종3품(從三品)에 봉하고, 잡은 10명부터는 지휘첨사(指揮僉事), 정4품(正四品)에 봉하고, 또한 잡은 30명부터는 지휘동지(指揮同知)에 봉한다고 하였다. 쩐꽁을 잡는다면 20명에게 상을 주고, 머리를 얻은 1명은 도독동지(都督同知)에 봉한다고 하였다.
찐주이산, 응우옌호앙주, 명무후(明武侯) 찐꽁(鄭拱), 광복백(廣福伯) 응우옌칵니으엉(阮克讓)은 쩐까오의 잔여세력을 공격하였다. 쩐까오는 지령현(至靈縣)에서 찐주이산을 잡아 죽였고, 병사를 진군시켜 보제진(菩提津)에 이르렀으나 철산백(鐵山伯) 쩐쩐에게 크게 패배하였다. 쩐까오는 량원으로 달아나 돌아간 뒤 다시 감히 출병하지 못했고, 쩐꽁에게 전위한 뒤 자신은 출가하여 승려가 되었다.
이후 쩐까오의 행적은 사서에 기록되지 않는데, 《대월사기전서》의 기록에 근거한 것에 지나지 않고, 보록(保祿), 안락(安樂), 주원(周源) 등의 마을 일대에 쩐까오의 사당이 있는 것을 보면 쩐까오는 여기서 결국 늙어서 생을 마쳤다고 불 수 있다.